# Museu Municipal de Etnografia e História da Póvoa de Varzim
O Museu Municipal de Etnografia e História da Póvoa de Varzim é um museu de vocação marítima e etnográfica na Póvoa de Varzim em Portugal. 
O museu encontra-se instalado numa antiga casa brasonada denominada Solar dos Carneiros que foi residência do Visconde de Azevedo. É um edifício do século XVII e tornou-se museu em 1937. O edifício encontra-se classificado como Imóvel de Interesse Público desde 1986.
Dos mais antigos museus etnográficos em Portugal, destaca-se no acervo do museu a mostra "Siglas Poveiras" que mereceu o prémio "European Museum of The Year Award" de 1980. Contudo, possuiu também arte sacra da primitiva igreja matriz (século XVI), colecção de fianças (séculos XVI ao XIX) e peças arqueológicas como as inscrições romanas de Beiriz.
O museu tem dois pólos junto a espaços históricos: 
- Pólo Museológico de São Pedro de Rates - dedica-se à divulgação da história, lenda e arte em redor da Igreja Românica de São Pedro de Rates
- Pólo Museológico da Cividade de Terroso - serve para apresentação do espaço da Cividade de Terroso.